# Sóloi
Sóloi är en fornlämning i Cypern.   Den ligger i distriktet Eparchía Lefkosías, i den centrala delen av landet, 50 km väster om huvudstaden Nicosia. Sóloi ligger 57 meter över havet. Den ligger på ön Cypern.
Terrängen runt Sóloi är huvudsakligen kuperad, men åt nordost är den platt. Havet är nära Sóloi norrut. Trakten runt Sóloi är ganska glesbefolkad, med 21 invånare per kvadratkilometer. Närmaste större samhälle är Léfka, 4,7 km sydost om Sóloi. Trakten runt Sóloi är i huvudsak ett öppet busklandskap.